# Hotel Paradies (1917)
Hotel Paradies ist ein dänisches Stummfilmdrama aus dem Jahre 1917, geschrieben von Carl Theodor Dreyer und inszeniert von Robert Dinesen. Der Geschichte liegt ein Roman von Einar Rousthøj zugrunde.

## Handlung
In einem kleinen Ort namens Kirchhausen während des 19. Jahrhunderts. Heinrich und Emilie Schultze, die Besitzer eines kleinen Gasthofes namens „Hotel Paradies“, befinden sich in arger Geldnot. Am nächsten Tag werden sie wohl den Offenbarungseid leisten müssen, da sie die geforderten Steuern nicht zahlen können. Da bricht in der kommenden Nacht ein gewaltiger Sturm los, der einen Dampfer namens „Ivan“ in höchste Seenot bringt. Auf diesem Schiff reist der Bankdirektor von Krakow, er auf eine zu transportierende Kiste mit Gold Acht geben soll. Als die „Ivan“ zu sinken droht, steigen von Krakow und zwei ihn begleitende Matrosen mit der Goldkiste auf ein Beiboot um. Diese Matrosen nutzen nun kurz vor Erreichen des Festlands die Notsituation aus und verlangen vom Direktor einen Anteil am Gold, wenn sie ihm bei der Rettung des Schatzes behilflich sein sollen. Da sich von Krakow weigert, wird er mit einem Messer bedroht. Der aufrechte Mann kommt ihnen aber zuvor und schießt die beiden schurkischen Seeleute nieder.
Im Alleingang rettet er die Goldkiste an Land. In dieser sturmumtosten Nacht bietet einzig das Hotel Paradies Unterschlupf. Die Schultzes bekommen rasch heraus, was sich in der mysteriösen Kiste befindet und was sich letzte Nacht auf dem mittlerweile gesunkenen Schiff abspielte, zumal die beiden toten Matrosen mit zerschmetterten Stirnen an Land angespült wurden. Die Versuchung ist für die bankrotten Eheleute derart groß, dass sie den Bankier kurzerhand beseitigen und die Goldkiste an sich bringen. Da sie im wahrsten Sinne des Wortes über Nacht zu Reichtum gelangt sind und ihre turmhohen Schulden bezahlen können, werden die Behörden misstrauisch, und Herr und Frau Schultze werden einem scharfen Verhör unterzogen. Da beide glaubhaft versichern können, dass in der vergangenen Nacht niemand in ihrem kleinen Gasthof abgestiegen sei, lässt man sie jedoch nolens volens wieder gehen. Die Polizei vermutet, dass Bankdirektor von Krakow mit dem verschwundenen Gold über alle Berge ist.
Wenig später erscheint im Hotel Paradies eine elegante, in Schwarz gekleidete Dame mit ihrem minderjährigen Sohn Cyril, in Begleitung ihres Rechtsanwaltes. Sie ist von Krakows Witwe und versucht herauszubekommen, was es mit dem Verschwinden ihres Gatten auf sich hat. Auch ihr gegenüber versichert Hotelier Schultze, dass von Krakow niemals hier gewesen sei. Zur selben Zeit spielt Cyril mit Rosa, der kleinen Tochter der Wirtsleute. Auf einmal kommt der Junge aufgeregt zu seiner Mutter gelaufen, in seiner Hand einen Manschettenknopf, den sein Vater auf exakt dieser Reise getragen hatte. Schweigend verlässt Witwe von Krakow das Zimmer und lässt Wirt Schultze allein zurück. Sie ist sich nun sicher, dass der Hotelier sie anlügt und ihr Gatte sehr wohl in der Sturmnacht im Hotel einkehrte und Schutz suchte. Am darauf folgenden Tag befragt die Justiz erneut die Eheleute Schultze, doch beide bleiben bei ihrer Behauptung, jenen verschwundenen Herrn nie gesehen zu haben. Es kommt zu einer Gerichtsverhandlung, doch die Indizien reichen nicht aus, und so werden Heinrich und Emilie Schultze mangels Beweisen freigesprochen. Die Schultzes entscheiden sich dafür, den ungastlichen Ort zu verlassen und das Hotel Paradies aufzugeben. Sie gehen nach Kopenhagen, um dort ein Antiquitätengeschäft aufzumachen.
18 Jahre sind seit diesen Ereignissen vergangen. Die Schultzes heißen nun Bremer, und Rosa hat die Leitung des Geschäfts übernommen. Der Zufall will’s, dass eines Tages Frau von Krakow in Begleitung des längst erwachsenen Cyril als Kundin erscheint. Die alt gewordene Emilie Schultze, die aus durch ein Fensterchen im Nebenraum ihrer Tochter bei der Arbeit zuschaut, erkennt sofort Frau von Krakow wieder. Es ertönt ein Schrei, und Emilie Schultze alias Bremer bricht zusammen. Auf dem Sterbebett will sie ihre und ihres Mannes Schandtat gegenüber der Tochter beichten, aber dazu kommt es nicht mehr. Sie stirbt vorher. Als Rosa nun diesbezüglich ihren Vater zu löchern beginnt, gibt auch der keine klaren Antworten, sondern weicht permanent aus. Schließlich stirbt auch der Vater, und Rosa bleibt allein zurück. An beider Eltern Grab kommt es zu einer denkwürdigen Begegnung Rosas mit Cyril. Rosa findet großmütig Aufnahme im Haus von der alten Witwe von Krakow. Rosa und Cyril verlieben sich in der Folgezeit und heiraten. Durch eine Zeitungsnotiz, die Rosa in der Bibel ihrer verstorbenen Mutter entdeckt, kommt sie dem fürchterlichen Geheimnis ihrer Eltern endlich auf die Spur. Frau von Krakow selbst erhält aus Kirchhausen eine erschütternde Nachricht: Beim Umbau des Hotel Paradies seien versteckte Dokumente gefunden worden, die eindeutig ihrem Mann zugeordnet werden können. Schließlich wird in Kellerfundament auch noch Krakows Skelett gefunden. Damit ist die Schuld von Heinrich und Emile Schultze klar bewiesen. Doch Cyrils Liebe zu Rosa ist bereits derart groß, dass diese schreckliche Wahrheit ihrem Eheglück nicht mehr anhaben kann.

## Produktionsnotizen
Hotel Paradies ist einer der späten Inszenierungen Dinesens in Dänemark, ehe er nach Berlin übersiedelte und zugleich einer der letzten Drehbucharbeiten Dreyers, ehe dieser zur Regie wechselte. Der Film wurde am 10. Oktober 1917 in Kopenhagen erstaufgeführt. In Deutschland lief der Film bereits im August desselben Jahres an, in Österreich-Ungarn ebenfalls 1917.
In der vorliegende österreichischen Fassung heißt der Bankier von Krakow „Vyborg“ und sein Sohn „Viggo“ anstatt Cyril.

## Kritik
„Ganz selten nur findet man eine so ausgezeichnete Handlung, die allein genügen würde, um über etwaige Schwächen hinwegsehen zu lassen. Das ist nun hier aber gar nicht nötig; denn es sind alle Ansprüche erfüllt, die wir an ein erstklassiges Werk stellen. Wir staunen über die Regie, die leicht auf alle künstlichen Effekte verzichtet, da sie ihre Sensationen, deren es hier genug gibt, aus dem Leben schöpft und so meisterhaft in die Handlung verwebt, daß sie die ohnehin mächtige Wirkung des Bildes noch vertiefen. So berührt es uns außerordentlich, wenn die vom Sturm gepeitschte Landschaft und der über das Meer dahinbrausende Orkan zu der dunklen Stimmung der Menschen paßt, die in diesem Aufruhr der Natur allen sittlichen Halt verlieren und zu Verbrechern werden.“